# Joseph Lessard
Joseph Lessard, né le 8 avril 1847 à Saint-Léon et mort le 27 mars 1914 à Montréal, est un homme politique québécois.